# شورو-باشات
شورو-باشات (به لاتین: Shoro-Bashat) یک روستا در قرقیزستان است که در شهرستان اوزکند واقع شده‌است. شورو-باشات ۵٬۸۰۸ نفر جمعیت دارد.